# Вроцлавська дорога
Вроцлавська дорога — торговий шлях 16-18 століть, що зі Львова проходив через Жовкву, Белз, Грубешів, Красностав, Люблін, Казимир, Радом і вів до відомого центру експорту товарів з українських земель у Сілезії (історичній області у верхній і середній течії Одри) — Вроцлава, де з 2-ї половини 14 століття у передмісті існувала «Руська вулиця» і були торгові факторії українських купців.